# Dragomir Okuka
Dragomir "Dragan" Okuka (ur. 2 kwietnia 1954 w Poriji – w dawnej Jugosławii, obecnie Bośni i Hercegowinie) – serbski piłkarz występujący na pozycji pomocnika, a następnie trener piłkarski.

## Kariera piłkarska
Przez większą część piłkarskiej kariery – jedenaście lat – związany był z czołową drużyną ligi jugosłowiańskiej Veležem Mostar. Z zespołem, w którym występowali wówczas m.in. Vahid Halilhodžić, Blaž Slišković, Džemal Hadžiabdić, Enver Marić i Dušan Bajević, zdobył wicemistrzostwo (1974) i Puchar kraju (1981), Puchar Bałkanów (1981) oraz – w sezonie 1974/1975 – dotarł do ćwierćfinału Pucharu UEFA. Łącznie w Veležu rozegrał 450 meczów. Wówczas także ukończył studia prawnicze na Uniwersytecie w Mostarze.
W połowie lat 80., kiedy wielu zawodników ligi zaczęło wyjeżdżać do klubów zachodnich, Okuka wyemigrował do Szwecji. Przez pięć lat, bez większych sukcesów, występował w barwach Örebro SK oraz Motola FF. Po powrocie do kraju w 1990 zakończył piłkarską karierę i został dyrektorem generalnym Veležu.

## W czasie wojen w Jugosławii
Po wybuchu wojny w Bośni na początku 1992 został zmilitaryzowany i – jako że miał stopień porucznika – przydzielony do ochrony starszych oficerów sztabowych. Po półtorarocznym pobycie w Mostarze ze względów etnicznych (jest Serbem wyznania prawosławnego) został zmuszony do ucieczki. Przez cztery miesiące ukrywał się u matki, mieszkającej niedaleko Mostaru, a następnie u przyjaciół w nadmorskiej miejscowości Hercegovia. W pewnym momencie rozważał wyjazd na stałą emigrację do Szwecji, jednak ostatecznie zdecydował się pozostać w kraju.
Kolejny raz polityka i działania wojenne wpłynęły na jego życie pod koniec lat 90. W 1999 jako trener Budućnosti Podgorica przyjechał do Belgradu w czasie, kiedy miasto było bombardowane przez wojska NATO. W czasie nalotów Okuka należał do oddziałów obrony cywilnej.

Moja rola polegała na pilnowaniu, by każdy mieszkaniec bloku, który miałem pod opieką, po ogłoszeniu alarmu natychmiast udał się do najbliższego schronu. Do tego dochodziła służba przy telefonie, z pośrednictwem którego uczyłem się jak postępować w sytuacjach ekstremalnych. A takich mieliśmy sporo. [...] To były najdłuższe trzy miesiące w moim życiu. Kiedy przypomnę sobie płacz dzieci i kobiet – wciąż przeszywają mnie zimne dreszcze.

## Kariera szkoleniowa

### 1994–2000: kluby w Jugosławii
W 1994 rozpoczął karierę szkoleniową w broniącym się przed spadkiem do drugiej ligi FK Bečej. W pierwszym sezonie doprowadził klub do piątego, a w kolejnym do czwartego miejsca w ekstraklasie, dzięki czemu – jako pierwszy zespół z Jugosławii – Bečej mógł zagrać w rozgrywkach europejskich (Puchar Intertoto). Efektywna praca z Bečejem sprawiła, że Okuka niedługo potem otrzymał propozycje od znacznie silniejszych klubów z Belgradu, najpierw od Partizana, gdzie jednak ostatecznie postanowiono przedłużyć umowę z ówczesnym trenerem Ljubišą Tumbakoviciem, a następnie z Čukaričkiego.
Mimo iż podpisał z nim trzyletni kontrakt, zrezygnował już po kilku miesiącach; jeszcze korzystniejsza okazała się oferta od trzeciego belgradzkiego zespołu, Obilicia, gdzie prezesem był wówczas miliarder i kontrowersyjny polityk serbski Željko Ražnatović. W sezonie 1997/1998 Obilić, nie przegrywając żadnego meczu ligowego, zdobył pierwszy w historii tytuł mistrza Jugosławii. Okuka, który odszedł z klubu po porażce z Bayernem Monachium w drugiej rundzie eliminacji Ligi Mistrzów, przyczyn sukcesu dopatrywał się w wojskowej atmosferze, stworzonej w klubie przez jego właściciela.

Kiedy Ražnatović był właścicielem Obilicia, w klubie panowała absolutna dyscyplina. Piłkarze nie mogli pić alkoholu, palić papierosów, a nawet mieć w uszach kolczyków. Zupełnie jak w wojsku... Dlatego w Obiliciu – łatwiej niż w innym klubie – mogli pokusić się o dobry wynik sportowy. Dodatkowo nie mogli narzekać na brak pieniędzy.

Następnie krótko pracował w Budućnosti Podgorica, gdzie przeżył naloty NATO na Kosowo w 1999, oraz w Vojvodinie Nowy Sad, z której odszedł – jak sam twierdził – z powodu przesadnego zaangażowania działaczy i zawodników w sprawy polityczne.

### 2001–2003: Legia Warszawa
W marcu 2001, mimo propozycji z Kuwejtu i Zjednoczonych Emiratów Arabskich, został szkoleniowcem Legii Warszawa. Kilka miesięcy później zajął z nią trzecie miejsce w tabeli, za Wisłą Kraków i Pogonią Szczecin. Już w sezonie 2001/2002 Legia pod wodzą Okuki, mimo dwóch porażek z rzędu na inaugurację rozgrywek, zdobyła pierwsze od siedmiu lat mistrzostwo kraju.
Komentatorzy podkreślali, że zwycięstwo nie byłoby możliwe, gdyby nie: przejście na ustawienie 3-5-2, udane transfery (Stanko Svitlica, Aleksandar Vuković i Radostin Stanew), skuteczne posunięcia kadrowe Okuki, takie jak przywrócenie z drugiego zespołu Cezarego Kucharskiego i powierzenie mu opaski kapitańskiej, a także wystawianie w pierwszej drużynie dotychczasowych rezerwowych Wojciecha Kowalewskiego i Siergieja Omeljańczuka, wysoka forma Bartosza Karwana, Jacka Zielińskiego i Sylwestra Czereszewskiego, ale również słabsza postawa obrońcy mistrzowskiego tytułu, Wisły Kraków.
Serb pracował w Legii jeszcze przez jeden sezon, ale brak awansu do Ligi Mistrzów (porażka z FC Barceloną, a następnie odpadnięcie w II rundzie Pucharu UEFA po meczach z FC Schalke 04) oraz dopiero czwarte miejsce na koniec rozgrywek 2002/2003 sprawiły, że latem 2003 nowym szkoleniowcem warszawskiego klubu został asystent Okuki, Dariusz Kubicki. Mimo to osiągnięcia z czasów pracy w Warszawie wystarczyły, aby kibice Legii wybrali Serba na najlepszego trenera dekady 2000–2010.

### 2005–2006: reprezentacja Serbii U–21
Półtora roku później Okuka otrzymał propozycję prowadzenia reprezentacji Serbii i Czarnogóry U-21. Awansował z nią na młodzieżowe mistrzostwa Europy 2006, gdzie dzięki grupowemu zwycięstwu nad gospodarzami turnieju Portugalczykami, jego podopieczni dotarli do półfinału. Przegrali w nim, dopiero po rzutach karnych (0:0, k. 4:5), z Ukrainą.
Wśród piłkarzy prowadzonych wówczas przez Okukę znajdowali się przyszli reprezentanci Serbii oraz Czarnogóry, m.in.: Vladimir Stojković, Milan Stepanov, Dušan Basta i Simon Vukčević.

### Po 2006 – praca w Polsce, na Cyprze, w Bułgarii, Grecji i Chinach
W 2006 został trenerem Wisły Kraków zastępując Dana Petrescu. Został zwolniony po zakończeniu rundy jesiennej sezonu 2006/2007 na dziewiątym miejscu.
Od maja do grudnia 2007 prowadził cypryjską Omonię Nikozja
W czerwcu 2008 został szkoleniowcem bułgarskiego Łokomotiwu Sofia. W pierwszym sezonie zajął 5. miejsce w ekstraklasie, ponadto jego podopieczny Martin Kamburow został królem strzelców ligi. W kwietniu 2010 szefowie klubu ogłosili, że po zakończeniu sezonu nie przedłużą kontraktu z Okuką. Jednak trener został zwolniony już wcześniej, po ligowej porażce 1:2 z Czerno More Warna. Kiedy odchodził, klub zajmował trzecie miejsce i miał zapewnioną grę w europejskich pucharach.
W czerwcu 2010 został zatrudniony przez działaczy greckiej Kavali, której zawodnikiem był wówczas m.in. Euzebiusz Smolarek. Już pięć miesięcy później został jednak zastąpiony przez Polaka Henryka Kasperczaka.
W 2011 roku został trenerem Jiangsu Shuntian, grającego w ekstraklasie Chin. W drugim sezonie swojej pracy zajął z tą drużyną drugie miejsce w lidze, a także zdobył tytuł najlepszego trenera w kraju. Tytuł mistrzowski trafił do zespołu Guangzhou Evergrande, prowadzonego przez Włocha Marcella Lippiego. Pracę Okuki doceniono w Serbii, gdzie również został wybrany na najlepszego trenera roku.

## Sukcesy
Kariera szkoleniowa
- Obilić Belgrad:
  - mistrzostwo Jugosławii 1998
- Legia Warszawa:
  - mistrzostwo Polski 2002
  - Puchar Ligi Polskiej 2002
- Jiangsu Shuntian:
  - wicemistrzostwo Chin 2012
- reprezentacja Serbii U-21:
  - półfinał młodzieżowych mistrzostw Europy 2006
- Indywidualne:
  - Trener dekady 2000–2010 w Legii Warszawa
  - Trener roku 2012 w Chinach
  - Trener roku 2012 w Serbii